# Deutscher Michel (Zeitung)
Deutscher Michel war der Titel eines judenfeindlichen Satireblattes.
Die Zeitung war illustriert und erschien vom 3. März 1895 bis 1902 wöchentlich im Verlag W. Pauli’s Nachfolger (H. Jeroch) in Leipzig. Herausgeber war Richard Nordhausen.
Zu den ständigen komischen Figuren des Blattes gehören Tarquinius, Gustav Pustekohl, Proteus, Eberhard Treubier, Jochen Knaak u. a. Die Zeichnungen fertigte A. Krüger. Verantwortlicher Redakteur war Karl Kern. Das Blatt bekämpfte in Wort und Bild „die Auswüchse des Börsenjobbertums“ und nahm sich besonders des Mittelstandes an. Nach Nordhausen war Moritz von Reymond Herausgeber, der schon den antisemitischen Schalk redigiert hatte. Der Schriftsteller Gustav Dahms bezeichnete den Deutschen Michel als antisemitisches Blatt.